# Rollin' (브브걸의 EP)
《Rollin'》(롤린)은 대한민국의 걸 그룹 브레이브걸스의 네 번째 미니 앨범이다. 2018년 8월 11일에 타이틀 곡이 새로운 버전으로 디지털 싱글로 공개되었다.

## 개요
2017년 2월 27일, 스케줄 포스터를 공개하면서 컴백을 알렸다. 2월 28일에는 이미지 티저를 공개하였다. 3월 2일에는 앨범 커버와 수록 목록을 공개하였다. 뮤직 비디오는 선정성 논란으로 인해서 티저가 19금 판정을 받았으며 해당 티저는 3월 3일에 청소년관람불가 동영상으로 공개되었다. 19금 판정으로 인해서 ‘클린 버전’의 뮤직 비디오로 문제가 된 의상을 입은 부분에 대해서는 삭제를 하고 다시 제작하여 19금 버전을 포함한 두 가지 버전의 뮤직 비디오로 공개한다고 밝혔다. 3월 6일, 두 번째 티저가 공개되었으며 두 번째 티저는 15세 관람 등급을 받았다. 3월 7일에 음원이 각종 음원 사이트를 통해서 공개하였으며, 뮤직 비디오도 공개하였다. 클린 버전은 3월 10일에 공개되었다. 쇼케이스와 음악 방송을 통해서 5인체제로의 첫 활동을 시작하였고 타이틀 곡 ‘롤린 (Rollin')’ 가사인 ‘쪽팔림’이 비속어라는 점에서 KBS 심의에 부적격 판정을 받아서 가사를 수정해 재심의를 거쳤다.
1년 5개월이 지난 2018년 8월 8일에 기존의 섹시 컨셉의 ‘롤린 (Rollin')’을 재편곡하여 여름에 어울리는 새로운 버전으로 발매를 한다고 발표하였으며 11일에 각종 음원 사이트롤 통해서 음원을 공개하였으며 뮤직 비디오도 공개되었으며 4인 체제로 활동을 하였다.
2021년 2월 24일, 유튜버 비디터의 댓글 모음 영상이 주목을 받게 되었다 해당 영상은 군대 채널인 국방TV에서 방영된 위문열차의 교차 편집 영상에 댓글을 함께 영상에 넣은 영상으로 공개 이틀만에 100만 조회수를 기록했다. 2월 말에 상위권 밖이었던 이 곡은 순위권 급상승하게 되고 26일에 실시간 차트 27위에 랭크를 하게 되었다. 27일에 벅스 차트에서 1위를 하게 되면서 발매 4년 만의 음원 차트 첫 1위를 차지하게 되었다. 3월 2일, 기존의 음반 표지가 노래와 맞지 않는다는 반응에 의해서 커버가 변경되었다. 역주행으로 인하여 타이틀 곡인 ‘롤린 (Rollin')’으로 4년 만에 다시 음악 방송으로 활동을 시작하게 된다.

## 수록곡
| #            | 제목                | 작사                  | 작곡                    | 편곡  | 재생 시간 |
| ------------ | ------------------- | --------------------- | ----------------------- | ----- | --------- |
| 1.           | 〈롤린 (Rollin')〉  | 용감한 형제 차쿤      | 용감한 형제 투챔프 차쿤 | 3:18  |           |
| 2.           | 〈옛 생각〉         | 용감한 형제 JS 마부스 | 용감한 형제 JS 마부스   | 3:11  |           |
| 3.           | 〈서두르지 마〉     | 마부스                | 마부스 JS               | 3:19  |           |
| 4.           | 〈하이힐〉 (Remix)  | 용감한 형제 차쿤      | 용감한 형제 JS 차쿤     | 2:25  |           |
| 5.           | 〈Outro〉 (Rollin') | 용감한 형제 차쿤      | 용감한 형제 투챔프 차쿤 | 1:09  |           |
| 총 재생 시간 | 총 재생 시간        | 총 재생 시간          | 총 재생 시간            | 13:22 |           |

### 싱글 버전
| #  | 제목                | 작사             | 작곡                    | 편곡 | 재생 시간 |
| -- | ------------------- | ---------------- | ----------------------- | ---- | --------- |
| 1. | 〈롤린 (New Ver.)〉 | 용감한 형제 차쿤 | 용감한 형제 투챔프 차쿤 | 3:22 |           |

## 차트

### 주간 차트
| 차트 (2017)               | 최고 순위 |
| ------------------------- | --------- |
| 대한민국 (가온 앨범 차트) | 30        |

| 차트 (2021)                     | 최고 순위 |
| ------------------------------- | --------- |
| 대한민국 (가온 디지털 차트)     | 1         |
| 대한민국 (가온 다운로드 차트)   | 4         |
| 대한민국 (가온 스트리밍 차트)   | 1         |
| 대한민국 (가온 BGM 차트)        | 6         |
| 대한민국 (가온 벨소리 차트)     | 5         |
| 대한민국 (가온 통화연결음 차트) | 6         |
| 대한민국 (가온 노래방 차트)     | 4         |
| 대한민국 (지니차트)             | 1         |

### 월간 차트
| 차트 (2017)               | 최고 순위 |
| ------------------------- | --------- |
| 대한민국 (가온 앨범 차트) | 62        |

| 차트 (2021)                     | 최고 순위 |
| ------------------------------- | --------- |
| 대한민국 (가온 디지털 차트)     | 1         |
| 대한민국 (가온 다운로드 차트)   | 4         |
| 대한민국 (가온 스트리밍 차트)   | 1         |
| 대한민국 (가온 BGM 차트)        | 9         |
| 대한민국 (가온 벨소리 차트)     | 5         |
| 대한민국 (가온 통화연결음 차트) | 6         |
| 대한민국 (가온 노래방 차트)     | 16        |

## 같이 보기
- 브레이브걸스
- SUMMER QUEEN